# Eugen Gantter

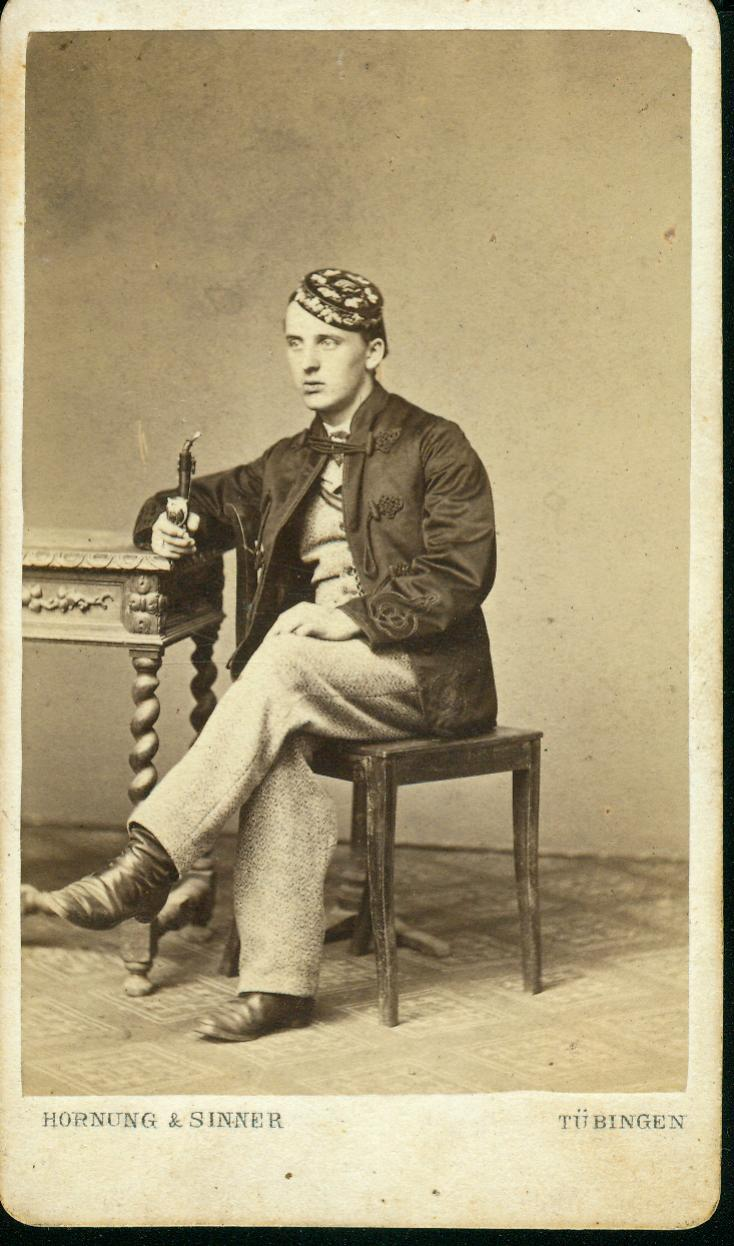
Eugen Gantter als Tübinger Ghibelline

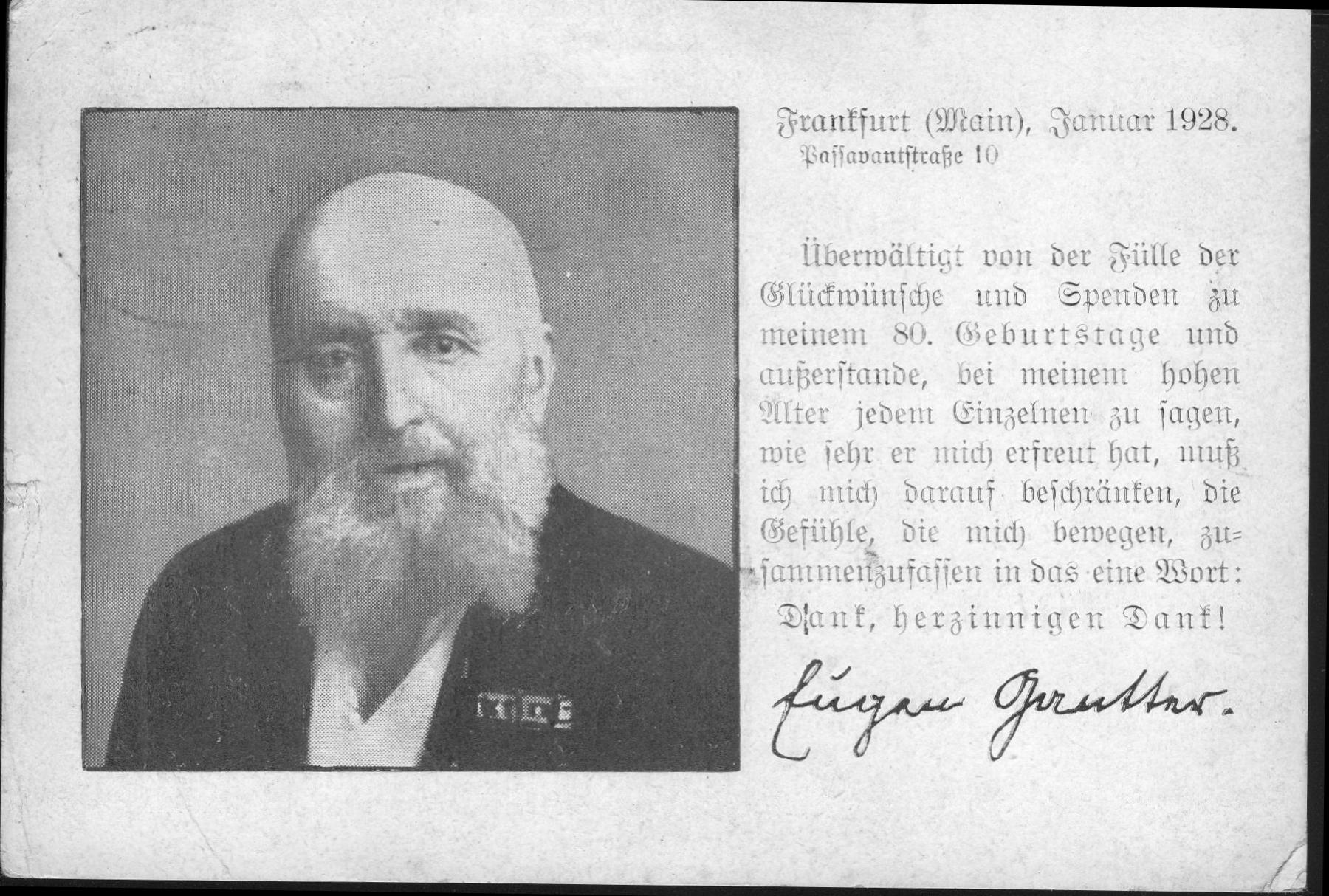
Eugen Gantter – Danksagung 80. Geburtstag

Eugen Gantter (* 11. Januar 1848 in Stuttgart; † 15. April 1931 in Frankfurt am Main) war ein deutscher Journalist und Schriftsteller.

## Leben
Der Sohn eines Professors am Polytechnikum Stuttgart gehörte zu den sieben so genannten Prinzenbuben, die gemeinsam mit dem nachmaligen König Wilhelm II. unterrichtet wurden. 1867 bezog er die Universität Tübingen, wo er sich der Landsmannschaft Ghibellinia anschloss. Im März 1870 promovierte Gantter zum Dr. phil.
Bei Ausbruch des Deutsch-Französischen Krieges meldete er sich bei den Olga-Grenadieren aktiv. Nach dem Kriegsdienst arbeitete er unter anderem für den Schwäbischen Merkur.

## Werke
- Fünfzig Jahre Landsmannschafter: Erinnerungen des alten Waiblingers Eugen Gantter. Verlag der L. C.-Zeitung, Neumünster 1920
- „Unser Wilhelm“: Gedenkblätter eines Jugendgefährten. Fink, Groß-Gerau 1923
- Mein Eheleben im Gedicht. Im Selbstverlag erschienen, Frankfurt am Main 1924
- Liederbuch für Kurzschreiber. Winklers Verlag, Darmstadt 1926
- Handbuch der deutschen Einheitskurzschrift. Heckners Verlag, Wolfenbüttel 1926.
- Erinnerungen eines Württembergers. In: Mitteilungen des Verbandes der Kriegsfreiwilligen 1870–1871. Bd. 31 (1927), Nr. 4, S. 2987–2991.